# Versailles bollhus
Versailles bollhus ligger på Rue du jeu de paume, centralt i quartier Saint-Louis i Versailles (Yvelines). Den är berömd för eden i Bollhuset, utropad av det tredje ståndet den 20 juni 1789.